# 山科言行
山科 言行（やましな ときゆき）は、江戸時代前期の公卿。山科家16代当主。

## 経歴
寛永9年（1632年）、権中納言・藤谷為賢の三男として誕生。山科家15代当主・山科言総の養子となる。
参議在任中の寛文5年（1665年）に34歳で病死した。
家督は子・持言が継いだ。

## 系譜
- 父：藤谷為賢（1593-1653）
- 母：家女房
- 養父：山科言総
- 妻：不詳
  - 男子：山科持言
  - 男子：四条隆安
  - 女子：一条冬経継々室